# هلفيلة بصيلية
هلفيلة بصيلية (الاسم العلمي: Helvella bulbosa) هي نوع من الفطريات يتبع جنس الهلفيلة من الفصيلة الهلفيلية.